# Аерофобия
Аерофобия е синоним на страх от летене, на какъвто и да е летателен апарат – самолет, хеликоптер, въздушен балон и други. Понякога се нарича авиатофобия или авиофобия.
Често страхът е толкова голям, че човек не може да се качи на самолета и дори получава панически атаки или повръща само при вида му.
Аерофобията обикновено се получава след 25-годишна възраст. Около 15% от възрастното население страда от аерофобия. Това е по-скоро симптом, отколкото болест. Признаците и симптомите са нервност преди полета, учестено дишане, повишено сърцебиене, прибягване към алкохол или лекарства за успокояване и други подобни стресови психически и физически явления.

## Птеромерханофобия
Птеромерханофобията е медицинският термин, свързан с фобията на човека от летене. При част от хората фобията от летене е толкова силна, че им пречи дори да се качат на борда. Този вид страх може да се овладее с терапевтична помощ.
40% от хората на борда на самолет изпитват частично тази фобия, т.е. в различна степен. Изследване показва, че страхът от летенето е най-често срещаната фобия в целия свят след притеснението от говорене пред много хора.
Основните фактори да се прояви птеромерханофобия са страхът от височини, страхът от невъзможността за контрол над дадена ситуация, неистовото притеснение от турбуленция, страхът от тероризъм на борда, страхът от повреда и катастрофа на самолета и други – в комбинация или поотделно.

## Известни личности, страдащи от аерофобия
Редица известни личности имат фобия от летене със самолет. Сред тях се открояват актрисите: Упи Голдбърг, Кейт Уинслет и Дженифър Анистън. Музикалният идол Енрике Иглесиас твърди, че първото нещо, което прави на борда е да си отвори бутилка водка в опит да притъпи птеромерханофобията.